# 1991 PG17
1991 PG17 är en asteroid i huvudbältet som upptäcktes den 9 augusti 1991 av den amerikanske astronomen Henry E. Holt vid Palomarobservatoriet.